# Караман, Динмухамед Рахымулы
Динмухамед Рахымулы Караман (каз. Дінмұхамед Рахымұлы Қараман; род. 26 июня 2000, Тараз) — казахстанский футболист, полузащитник клуба «Женис».

## Клубная карьера
Футбольную карьеру начал в 2018 году в составе клуба «Тараз» в первой лиге. 11 мая 2019 года в матче против клуба «Астана» дебютировал в казахстанской Премьер-лиге. 28 апреля 2021 года в матче против клуба «Актобе» забил свой дебютный мяч в казахстанской Премьер-лиге.

## Карьера в сборной
26 марта 2021 года дебютировал за молодёжную сборную Казахстана в матче против молодёжной сборной Болгарии (1:3).

## Достижения
«Тараз»
- Победитель Первой лиги: 2018

## Клубная статистика
| Клуб             | Сезон            | Лига | Лига | Кубки | Кубки | Еврокубки | Еврокубки | Прочие | Прочие | Итого | Итого |
| Клуб             | Сезон            | Игры | Голы | Игры  | Голы  | Игры      | Голы      | Игры   | Голы   | Игры  | Голы  |
| ---------------- | ---------------- | ---- | ---- | ----- | ----- | --------- | --------- | ------ | ------ | ----- | ----- |
| Тараз            | 2018             | 20   | 5    | —     | —     | —         | —         | —      | —      | 20    | 5     |
| Тараз            | 2019             | 9    | 0    | 1     | 0     | —         | —         | 1      | 0      | 11    | 0     |
| Тараз            | 2020             | 1    | 0    | —     | —     | —         | —         | —      | —      | 1     | 0     |
| Тараз            | 2021             | 22   | 1    | 8     | 1     | —         | —         | —      | —      | 30    | 2     |
| Тараз            | 2022             | 23   | 2    | 8     | 2     | —         | —         | —      | —      | 31    | 4     |
| Тараз            | Итого            | 75   | 8    | 17    | 3     | —         | —         | 1      | 0      | 93    | 11    |
| → Тараз М        | 2018             | 5    | 0    | —     | —     | —         | —         | —      | —      | 5     | 0     |
| → Тараз М        | 2019             | 8    | 0    | —     | —     | —         | —         | —      | —      | 8     | 0     |
| → Тараз М        | 2020             | 3    | 0    | —     | —     | —         | —         | —      | —      | 3     | 0     |
| → Тараз М        | Итого            | 16   | 0    | —     | —     | —         | —         | —      | —      | 16    | 0     |
| → Аксу           | 2023             | 21   | 2    | 0     | 0     | —         | —         | —      | —      | 21    | 2     |
| → Аксу           | Итого            | 21   | 2    | 0     | 0     | —         | —         | —      | —      | 21    | 2     |
| Жетысу           | 2024             | 22   | 0    | 3     | 0     | —         | —         | —      | —      | 25    | 0     |
| Жетысу           | Итого            | 22   | 0    | 3     | 0     | —         | —         | —      | —      | 25    | 0     |
| Всего за карьеру | Всего за карьеру | 134  | 10   | 20    | 3     | —         | —         | 1      | 0      | 155   | 13    |

## Личная жизнь
Является младшим братом футболиста Курмета Карамана.